# Радзивілліада
Радзивілліада (лат.: «Radivilus, sive de vita…») — латинська поема, найвизначніший твір Яна Радвана. Він був опублікований у панегіричній збірці, виданій в 1592 році у Вільнюсі на честь вільнюського воєводи, великого литовського гетьмана, князя Миколи Радзивілла, який загинув у 1584 році. Окрім поеми Радвана, видання Яна Карцана містить прозові присвяти Яна Абрамовича, Андрія Волана, Яна Руцького, вірші Яна Радвана, Петра Роїзія та Яна Казаковича.

## Опис
Поема складається з 3470 рядків і написана дактилічним гекзаметром. За класичною традицією, Ян Радван починає поему з викладу теми твору (пояснює, що «…не сонце, не місяць, не зірки, не чудеса Всесвіту, він буде оспівувати, а подвиги Радзивілла…») і звертається до муз (Калліопа і Ерато). «Радзивілліада» насичений багатьма міфологічними образами, екскурсіями з давньої історії, описами битв та поєдинків, військовими радами та зборами, полум'яними промовами воєначальників, списком військ і солдатів, а також іншими істотними атрибутами античного епосу.
Ян Радван запозичив у Гомера, Вергілія та Овідія деякі влучні метафори, порівняння, конструкції, трохи переробляючи їх і застосовуючи до власних потреб. Поряд із специфічними запозиченнями з творів античних авторів у «Радзивілліаді» є багато декоративних стилізацій, образів, проєкцій, і вся поема є певною мірою стилізацією гомерівської «Іліади», про що свідчить сама назва твору. Радван був майстром стилізації, багато сцен були намальовані не стільки від природи, а скільки озираючись на «Іліаду». Наприклад, його привабили гомерівські описи військ.
Композиційна побудова твору, насичення його античними алюзіями та прихованими цитатами, високим епічним стилем, багатством образів дають підстави бачити в «Радзивілліаді» класичну, європейсько-рівневу героїко-епічну поему епохи Відродження. Поема Радвана — це різносторонній та багатогранний твір, в якому історичний, фактичний зміст гармонійно співіснує з елементами мистецтва, в якому полум'яні патріотичні ідеї розкриваються через чудову класичну форму. Склавши гімн особисто Миколі Радзивіллу, поет фактично створив гімн Батьківщині, прославив героїзм та мужність народів Великого князівства Литовського, проявлений у боротьбі за свободу та незалежність держави.
Вже на початку поеми Ян Радван переходить до прославляння величі і краси лісів та пралісів Литви:
|  | Тут прозорі, як скло, струмки омивають високі дерева, Які своїми вершинами сягають аж до зірок, А корінням — до царства стигійських тіней. Тут дім для оленя, лося і лютого зубра... |

Ян Радван звертається до історії Литви, згадує дії відомих литовських князів, описує боротьбу литвинів проти ворогів. Він вважає, що нове покоління має підтвердити свою любов до Вітчизни героїчними вчинками.
Основна небезпека Великому князівству Литовському загрожувала, в той час, з боку Московської держави, на троні якої сидів Іван IV Грозний. Ян Радван із обуренням називає Івана IV порушником миру, вважає небезпечним необмежену владу над величезним станом правителя, який підкоряється лише власному гніву і бездумно кидає свою країну в полум'я війни, приносить неприємності та розорення сусіднім державам. Образ Івана Грозного, створений Радваном, відображає багато рис царя (жорстокість, лицемірство, цинізм), у деяких випадках поет загострює їх, призводить до карикатури. Нестримний і агресивний Іван IV не міг спокійно терпіти поразки своїх військ, гнів царя в таких випадках падає на голови російських воєначальників, близьких бояр, а іноді навіть на богів і святих:
|  | Гнів і сором підступають, з жахливого обличчя Сиплються іскри, і, коли б не стримувала повага, Він скіпетром своїм розбив би святого Миколая. |

Івану Грозному у «Радзивілліаді» протистоїть Микола Радзивілл, розсудливий полководець та хоробрий воїн, захисник Вітчизни, свободи та справедливості, порушених Іваном Грозним. Трактування вчинків героїв та політичний підтекст твору випливали як з історичної ситуації, так і з жанрових властивостей поеми. Ян Радван особливо наголошує на важливості переможного бою на річці Ула, коли було виявлено військове керівництво Миколи Радзивілла.
Велика увага приділяється й іншим героям Лівонської війни. Вводячи в «Радзивілліаду» образи інших героїв Лівонської війни поет зробив ще один важливий крок від євлогії до епічної поеми — від методу риторичного оспівування чеснот героя до способу показу його подвигів проти дій інших героїв.
У «Радзивілліаді» було виявлено багато тенденцій та особливостей розвитку поезії того часу. Серед них — поступовий якісний перехід від пасивного фактичного опису дійсності до активного художнього осмислення її у поетичному творі, підвищення ролі індивідуальності автора. У цьому сенсі «Радзивілліада» є найдосконалішим прикладом героїчного епосу в багатомовній літературі Білорусі та Литви пізнього Відродження.